# Сталинград (ледокол)
Сталинград — российский атомный ледокол проекта 22220, заказанный для строительства на Балтийском судостроительном заводе в Санкт-Петербурге.

## Предыстория
Проект 22220, также известный как ЛК-60Я — серия российских атомных ледоколов. Головной корабль этого класса, «Арктика», был сдан в 2020 году и превзошёл предыдущую серию атомных ледоколов советской постройки как самый большой и мощный ледокол в мире. По состоянию на январь 2024 года, в строю находятся три ледокола проекта 22220 («Арктика» , «Сибирь»  и «Урал», четвёртый («Якутия») спущен на воду, пятый и шестой («Чукотка» и «Ленинград») заложены на Балтийском заводе в Санкт-Петербурге, а седьмой («Сталинград») будет заложен в 2025 году.
Первоначально ледокол должен был называться «Сахалин», но российские власти предложили назвать корабль «Сталинград». Инициатива важна для чествования отваги защитников Сталинграда во время Сталинградской битвы в годы Великой Отечественной войны.
Россия планирует обеспечить круглогодичную навигацию по СМП, увеличить грузооборот северных морских портов и увеличить арктический флот страны, в том числе за счёт строительства атомных ледоколов серии ЛК-60 (проект 22220) «Ленинград» и «Сталинград» и лидер-класса мощностью 120 МВт «Россия».